# Olmsted Falls
Olmsted Falls és una població dels Estats Units a l'estat d'Ohio. Segons el cens del 2000 tenia 7.962 habitants.

## Demografia
Segons el cens del 2000, Olmsted Falls tenia 7.962 habitants, 3.121 habitatges, i 2.228 famílies. La densitat de població era de 744,3 habitants/km².
Dels 3.121 habitatges en un 34,4% hi vivien nens de menys de 18 anys, en un 60,2% hi vivien parelles casades, en un 8,7% dones solteres, i en un 28,6% no eren unitats familiars. En el 24,8% dels habitatges hi vivien persones soles el 6,9% de les quals corresponia a persones de 65 anys o més que vivien soles. El nombre mitjà de persones vivint en cada habitatge era de 2,54 i el nombre mitjà de persones que vivien en cada família era de 3,06.
Per edats la població es repartia de la següent manera: un 26,6% tenia menys de 18 anys, un 6,2% entre 18 i 24, un 32,4% entre 25 i 44, un 24,9% de 45 a 60 i un 9,9% 65 anys o més.
L'edat mediana era de 37 anys. Per cada 100 dones de 18 o més anys hi havia 89,2 homes.
La renda mediana per habitatge era de 57.826 $ i la renda mediana per família de 66.196 $. Els homes tenien una renda mediana de 41.996 $ mentre que les dones 35.110 $. La renda per capita de la població era de 25.716 $. Aproximadament l'1,2% de les famílies i el 2,1% de la població estaven per davall del llindar de pobresa.

## Poblacions més properes
El següent diagrama mostra les poblacions més properes.